# Raiheu
Raiheu (Raeheu) ist ein osttimoresischer Suco im Verwaltungsamt Cailaco (Gemeinde Bobonaro).

## Geographie

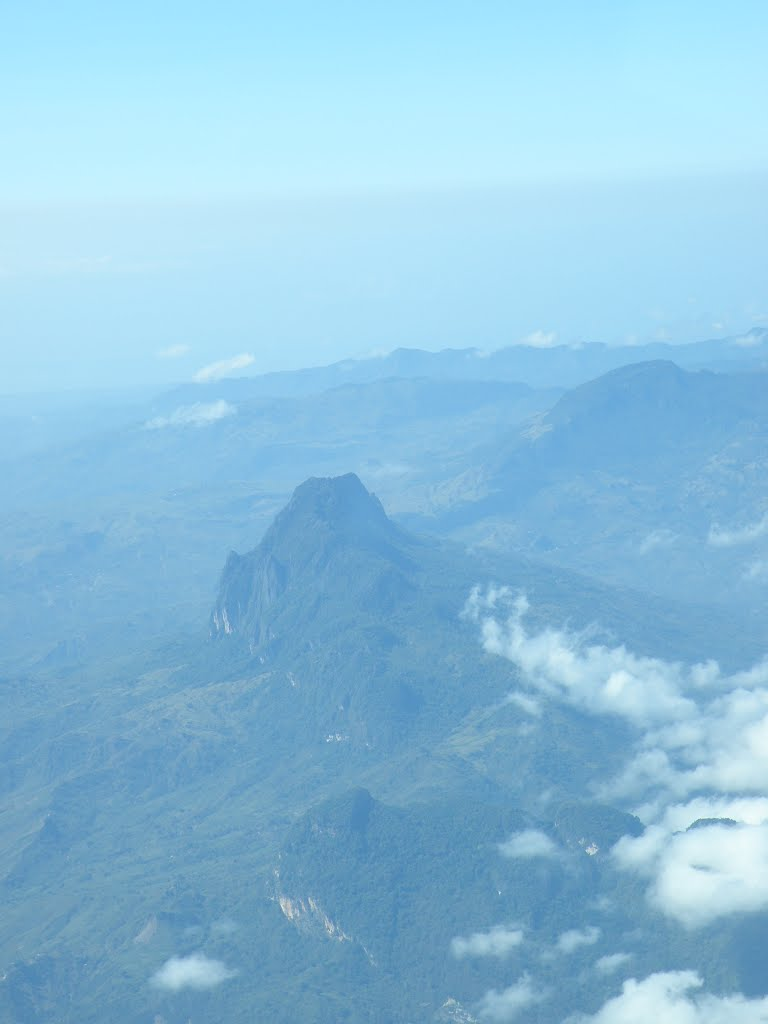
Blick auf die Ostflanke des Leolacos, der die Westgrenze Raiheus bildet.

Raiheu liegt im Südosten des Verwaltungsamts Cailaco. Westlich befindet sich der Suco Manapa und nördlich der Atudara. Im Süden grenzt Raiheu an das Verwaltungsamt Maliana mit seinem Suco Ritabou und im Süden und Osten an das Verwaltungsamt Bobonaro mit seinem Suco Ilat-Laun. Der Fluss Babonasolan folgt dabei der Grenze im Süden und Osten, bis er im Nordosten in den Marobo mündet. Der Marobo bildet auf dem letzten Stück die Grenze zu Ilat-Laun. Die Ostgrenze markiert der alles dominierende Bergkamm des Leolaco (1913 m, Lage). Sein Gipfel befindet sich an der Stelle, wo die Sucos Raiheu, Manapa und Atudara aufeinandertreffen. Weitere Berge in Raiheu sind der Foho Aituto (964 m, Lage), der Foho Atumetalau (561 m, Lage) und der Foho Soubobo (412 m, Lage). Raiheu hat eine Fläche von 13,99 km² und teilt sich in die drei Aldeias Daru Asa (Daruasa), Lete Aituto und Ohoana (Oho Ana, Ohana).
Im Süden befindet sich der Hauptort Daru Asa. Im Osten liegt der Ort Ohoana, mit seinem Vorort Folete und im Nordwesten das Dorf Lete Aituto.
Daru Asa und Ohoana verfügen jeweils über eine Grundschule. In Daru Asa gibt es zudem eine Kapelle und ein Hospital.

## Einwohner
Im Suco leben 987 Einwohner (2022), davon sind 509 Männer und 478 Frauen. Im Suco gibt es 168 Haushalte. Über 95 % der Einwohner geben Kemak als ihre Muttersprache an. Eine kleine Minderheit spricht Tetum Prasa.

## Politik
Bei den Wahlen von 2004/2005 wurde Afonso do Rego zum Chefe de Suco gewählt. Bei den Wahlen 2009 gewann Deolindo Martins und 2016 Ventura Maria Tai. Er wurde 2023 in seinem Amt bestätigt.